# Romina Groppo
Romina Groppo (Buenos Aires, 1973) es una cantante lírica mezzosoprano y actriz de teatro y comedias musicales argentinas. Debutó en comedia musical en 1993 en El Jorobado de París de Pepe Cibrián como figurante, en 1999 tiene un protagónico (Esmeralda) en la misma obra para la gira por Argentina. En 1994 participa en Drácula, el musical como Gitana, y en el año 2000 encara el personaje femenino protagónico (Lucy) en esa misma obra en el Estadio Luna Park.
En el año 2002 actúa junto a Pepe Soriano en El violinista en el tejado en el Teatro El Nacional, dirigida por Alejandro Romay. Desde entonces hasta el 2009 ha participado en los musicales Fiebre de sábado por la noche (Teatro El Nacional) Victor Victoria con Valeria Lynch (Teatro el Nacional), Los productores de Mel Brooks (Teatro Lola Membrives) con Guillermo Francella y Enrique Pinti, El joven Frankenstein (Teatro Metropolitan), y Piaf (Teatro Liceo).